# Reen Kachere

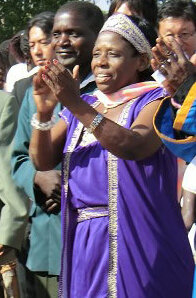
Reen Kachere 2013

Reen Bessie Kachere (geb. 24. April 1954; gest. 1. August 2022) war eine Politikerin in Malawi. Sie war Minister of Gender, Child and Community Development (Ministerin für Geschlechter, Kinder und Gemeinschaftsentwicklung). Vor der Umbildung des Kabinetts im September 2011 war sie Ministerin für Menschen mit Behinderungen und für die Älteren. Sie war ein Mitglied des Parlaments für den Wahlkreis Neno West Constituency (Neno District).

## Konflikt mit Mark Katsonga
2011 entwickelten sich Spannungen zwischen dem ehemaligen Abgeordneten für Neno West Constituency Mark Katsonga Phiri und Kachere. Sie zerstritten sich über Entwicklungsprojekte im Wahlkreis. Kachere blockierte eine Initiative von Katsonga zur Erneuerung von Brunnen (Bohrlöchern) und Straßen. Sie vermutete, dass Katsonga politische Motive habe.